# Rajmund Grimaltós Monllor
Rajmund Grimaltós Monllor, (hiszp.) Ramón Grimaltós Monllor (ur. 3 marca 1861 w Puebla Larga, zm. 23 sierpnia 1936 w Tabernes de Valldigna) – błogosławiony Kościoła katolickiego, męczennik okresu wojny domowej w Hiszpanii, ofiara prześladowań antykatolickich, brat zakonny z zakonu jezuitów.

## Życiorys
Do Towarzystwa Jezusowego został przyjęty w 1891 roku. Śluby zakonne złożył jako brat. Powołanie realizował pracując jako ogrodnik. Po wprowadzeniu w 1932 roku przez rząd republikański dekretu o likwidacji zakonu jezuitów w Hiszpanii, na terenach opanowanych przez republikanów pozostało 660 zakonników. Spośród stu szesnastu jezuitów zamordowanych w latach 1936-1937 Rajmund Grimaltós Monllor jest jednym z jedenastu beatyfikowanych męczenników, którzy mimo narastającego terroru kontynuowali posługę wśród wiernych. 26 lipca 1936 aresztowany w kolegium jezuickim w Gandii i umieszczony został w prowizorycznym więzieniu, na które zaadaptowano budynek szkolny. Uwięziono go wraz z Konstantynem Carbonell Sempere i Piotrem Gelabertem Amerem, dołączając do uwięzionego wcześniej Tomasza Sitjara Fortiy. 23 sierpnia Rajmund Grimaltós Monllor został rozstrzelany przez republikanów w Tabernes de Valldigna. Razem z nim zginęli o. Sempere i br. Amer.
Uznany został przez Kościół rzymskokatolicki za ofiarę nienawiści do wiary (łac. odium fidei).
Badanie okoliczności śmierci i materiały zaczęto zbierać w 1950. Proces informacyjny rozpoczął się 8 lipca 1952 w Walencji i trwał do 1956. Beatyfikowany w grupie wyniesionych na ołtarze męczenników z zakonu jezuitów, prowincji Aragonia, zamordowanych podczas prześladowań religijnych 1936–1939, razem z Józefem Aparicio Sanzem i 232 towarzyszami, pierwszymi wyniesionymi na ołtarze Kościoła katolickiego w trzecim tysiącleciu przez papieża Jana Pawła II. Uroczystość beatyfikacji miała miejsce na placu Świętego Piotra w Watykanie w dniu 11 marca 2001 roku.
Miejscem kultu Rajmunda Grimaltós Monllora jest archidiecezja walencka. Relikwie spoczywają w Residencia San Francisco de Borja (Gandia).
Wspomnienie liturgiczne obchodzone jest przez katolików w dzienną rocznicę śmierci (23 sierpnia) oraz w grupie Józefa Aparicio Sanza i 232 towarzyszy (22 września).